# Filaret Kolessa
Filaret Mykhaïlovytch Kolessa (en ukrainien : Філарет Михайлович Колесса ; en polonais : Fiłaret Kołessa, né le 17 juillet 1871 et mort le 3 mars 1947) est un ethnographe, folkloriste, compositeur, musicologue et critique littéraire ukrainien. Il a été membre de la Société scientifique Chevtchenko à partir de 1909, de l'Académie ukrainienne libre des sciences à partir de 1929 et du fondateur, en tant que spécialiste ethnomusicologue de la musicologie ethnographique ukrainienne.

## Biographie
Filaret Mykhaïlovytch Kolessa est né dans le village de Tatarsk (actuel village de Pichtchané, dans l'oblast de Lviv). Il a étudié à l'université de Vienne en Autriche sous la direction du compositeur autrichien Anton Bruckner de 1891 à 1892 et a terminé ses études à l'université de Lviv en 1896. Filaret Kolessa a enseigné dans les lycées de Lviv, Stryi et Sambir. Il a travaillé avec Ivan Franko, Mykola Lyssenko et Lessia Oukraïnka.
En 1908, il reçoit les cylindres de cire des enregistrements sur phonographe des chants du kobzar Hnat Hontcharenko effectués par Lessia Oukraïnka avec son mari Clément Kvitka.
En 1918, il soutient sa thèse à l'université de Vienne et reçoit le titre de docteur en philologie. Il a étudié les rythmes des chansons folkloriques ukrainiennes de Galicie, Volhynie.
À partir de 1939, il fut professeur à l'université de Lviv et en 1940 il fut nommé directeur du musée national d'ethnographie de Lviv ainsi que directeur de la section de Lviv de l'Institut d'études artistiques, folkloriques et ethnographiques de l'Académie des sciences de la République socialiste soviétique d'Ukraine. Il participa à des conférences internationales de musicologues et de philologues à Prague, Varsovie, Vienne et Anvers.
Filaret Kolessa est décédé le 4 février 1947. Il a été enterré à Lviv au cimetière de Lytchakiv.
Il est le père de Mykola Kolessa, compositeur et chef d'orchestre, et l'oncle de la pianiste Lubka Kolessa et de la violoniste Chrystia Kolessa.